# Kamenskij rajon (Oblast' di Rostov)
Il Kamenskij rajon (in russo Каменский район?) è un rajon dell'Oblast' di Rostov, nella Russia europea, il cui capoluogo è Glubokij. Istituito nel 1923, ricopre una superficie di 2.570 chilometri quadrati.